# Филиппов, Степан Родионович
Степан Родионович Филиппов — советский хозяйственный, государственный и политический деятель, Герой Социалистического Труда.

## Биография
Родился в 1904 году в селе Натырбово. Член КПСС с 1944 года.
С 1921 года — на хозяйственной, общественной и политической работе. В 1921—1965 гг. — крестьянин в хозяйстве родителей, колхозник, тракторист в совхозе «Кубгоссельхозкультура» № 17 Кропоткинского района Азово-Черноморского края, тракторист и комбайнёр в семплемсовхозе «Кубань», дизелист на участке Нефтеспецстроя в городе Небит-Даг, участник Великой Отечественной войны, тракторист 154-го артиллерийского полка 157-й/76-й гвардейской/ стрелковой дивизии, комбайнёр Родниковской МТС, комбайнёр в колхозе «Маяк революции» села Родниковка Курганинского района Краснодарского края.
Указом Президиума Верховного Совета СССР от 7 марта 1952 года присвоено звание Героя Социалистического Труда с вручением ордена Ленина и золотой медали «Серп и Молот».
Умер в Родниковской в 1970 году. Похоронен там же.